# Funne
Die Funne ist ein knapp 22 km langer, südöstlicher und linker Nebenfluss der Stever. Ihr Einzugsgebiet beträgt über 55 km².

## Name
Erstmals urkundlich genannt wird das Gewässer im 12. Jahrhundert (iuxta Vunnam).

## Geographie

### Verlauf
Die Funne entspringt nördlich vom Selmer Ortsteil Cappenberg auf einer Höhe von 98 m ü. NHN. Sie verläuft zunächst für ca. drei Kilometer in östlicher Richtung, bevor sie dann in Richtung Nordosten bis an die Stadtgrenze von Werne weiterfließt. Dort macht sie eine Kehrtwende und verläuft anschließend in Richtung Westen. An Südkirchen und Selm vorbei mündet sie nach 21,88 km in die Stever. Sie ist der längste Fluss im nördlichen Kreis Unna.

### Nebenflüsse
Neben den zahlreichen nicht näher bezeichneten Bächen, die in die Funne fließen, hat sie von der Quelle bis zur Mündung folgende Nebenflüsse:
- Felsbach (rechts), 3,0 km, 1,09 km², 10,66 l/s
- Wasserbach (rechts), 2,5 km, 2,41 km², 24,53 l/s
- Schwannebach (rechts), 4,5 km, 3,81 km², 39,31 l/s
- Dammbach (rechts), 4,4 km, 	6,06 km², 63,4 l/s
- Hagelbach (links)
- Katzbach (rechts), 2,3 km, 1,77 km², 18,38 l/s
- Hegebach (links), 6,0 km, 5,23 km², 54,17 l/s
- Schlodbach (rechts), 6,6 km, 7,43 km², 76,35 l/s

### Ortschaften
Die Funne fließt an folgenden Städten und Gemeinden vorbei:
- Cappenberg (Selm)
- Werne
- Südkirchen (Nordkirchen)
- Selm

## Umwelt
Nur wenige Meter rechts und links entlang der Funne verläuft das ca. 56 ha große Naturschutzgebiet Funneaue (COE-040). Mit ihrem überwiegend frei mäandrierenden Flusslauf und ihren natürlichen Abbruchkanten und unterschiedlichen Fließgeschwindigkeiten bietet sie einen idealen Nist- und Brutplatz für den Eisvogel. Außerdem stellt sie einen wichtigen Lebensraum für verschiedene weitere Tierarten wie dem Steinkauz dar.
Über weite Strecken findet sich am Bachlauf dichtes Ufergehölz, unter anderem alte Kopfweiden; vereinzelt findet sich auch Wasser-Greiskraut. Weiter erwähnenswert sind die vorkommenden Sumpfdotterblumen, Trauben-Trespen und Schlangenknöterich.
War bis 1973 die Auenlandschaft noch von Feucht- und Nassgrünlandbiotopen geprägt, wurde mittlerweile die Hälfte des Grünlandes zu Ackerland umgebrochen.